# Asobara aurea
Asobara aurea är en stekelart som först beskrevs av Papp 1967.  Asobara aurea ingår i släktet Asobara och familjen bracksteklar. Inga underarter finns listade.